# Esther Rots

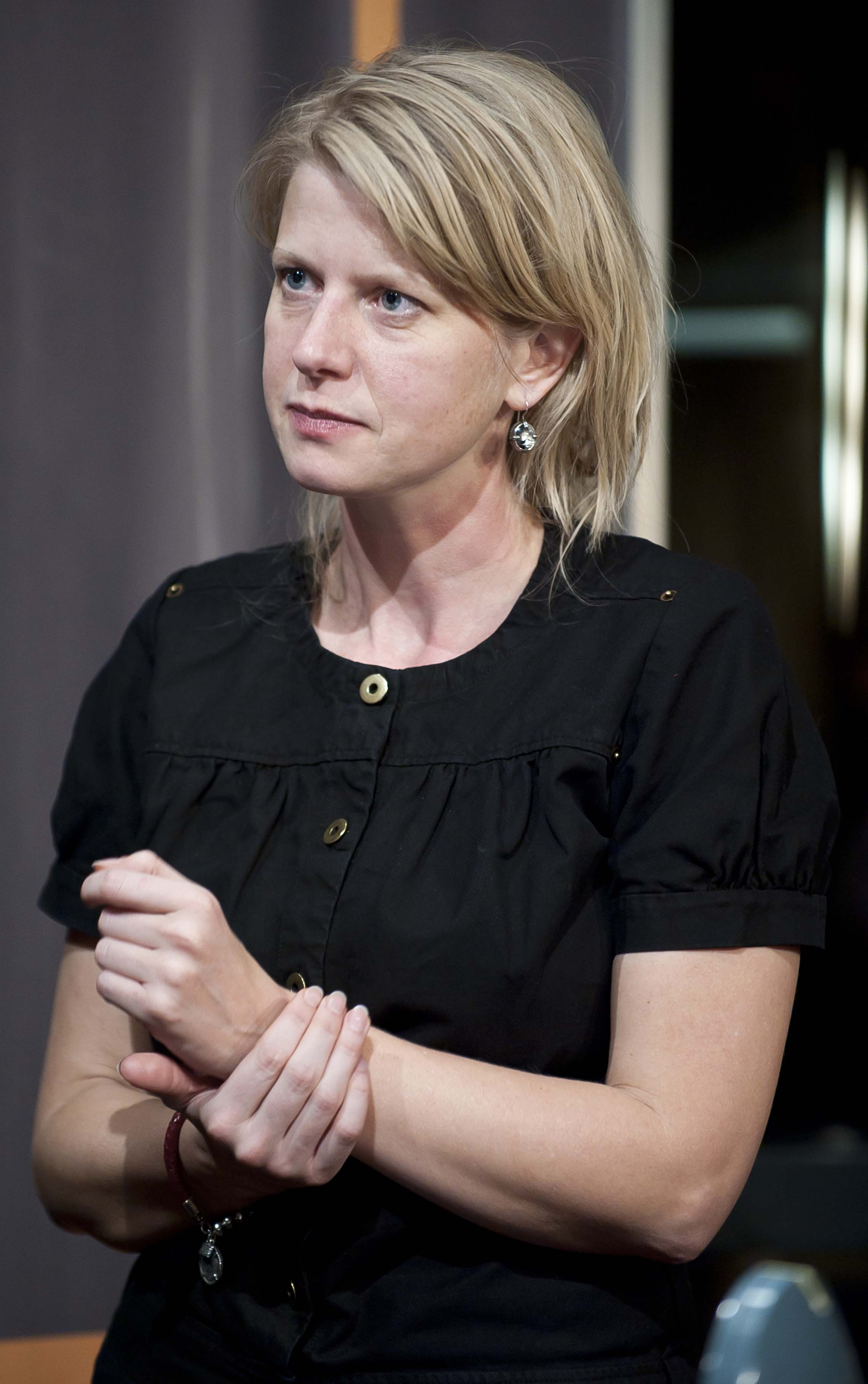
Esther Rots (2009)

Esther Rots (Groenlo, 23 mei 1972) is een Nederlandse filmproducent. Ze studeerde aan de kunstacademie in Arnhem en de Filmacademie van Amsterdam.
Haar speelfilmdebuut Kan door huid heen won tijdens het Nederlands Film Festival 2009 een speciale juryprijs en het Gouden Kalf voor beste montage en beste vrouwelijke hoofdrol (Rifka Lodeizen). Ook haar andere korte films draaiden op grote festivals en wonnen prijzen.

## Filmografie
- Speel met me (2002, geselecteerd voor Cannes)
- Ik Ontspruit (2003, geselecteerd voor Cannes)
- Dialoogoefening (2005, Gouden Kalf en NPS Prijs)
- Kan door huid heen (2009, Gouden Kalf)